# The Living End
The Living End — австралийская панк-группа из Мельбурна, сформированная в 1994 году. Сейчас в состав группы входят трое участников: Крис Чини (вокал, гитара), Скотт Оуэн (контрабас, бэк-вокал), Энди Стрэккен (барабаны, бэк-вокал). Группа стала популярна в Австралии в конце 90-х годов после выхода двойного сингла Second Solution / Prisoner of Society.
На их счету пять альбомов, два из которых заняли первые места в австралийском альбомном чарте. Группа также достигла значительного успеха в США, Европе и Японии благодаря продолжительным и насыщенным концертным турам. Они ежегодно пополняют свою коллекцию престижных наград с различных австралийских церемоний.

## История группы

### Ранние годы
Группа была основана в 1994 году Крисом Чини и Скоттом Оуэном, которые познакомились благодаря их старшим сёстрам, учившимся вместе в колледже. Начинали они под названием Runaway Boys (название одной из песен лидеров нео-рокабилли - Stray Cats) и исполняли каверы на произведения артистов рок-н-ролла 50-х годов, таких как Элвис Пресли, Джонни Бёрнетт, Бадди Холли. По мере появления собственного материала они сменили название на The Living End, которое удачно позаимствовали из фильма Rock Around The Clock с участием Bill Haley & His Comets. Первым постоянным барабанщиком стал Джоуи Пирипитци.
В 1995 году The Living End издали EP-диск Hellbound, содержащий 8 треков, а на первых копиях был ещё и 9-й трек (Do What I Do), который позднее Чини признает своим самым слабым произведением и исключает из последующих релизов. Этот мини-альбом группа издала на свои средства, Крис собственноручно занимался оформлением диска. В 1996 году The Living End записали второй EP - It's For Your Own Good, песня с которого — "From Here On In" — стала очень часто звучать на местных радиостанциях. В том же году в The Living End пришел новый барабанщик Трэвис Дэмзи.
После участия в нескольких крупных местных фестивалях, группа в 1997 году снова оказалась в студии, где записала переломный в своей карьере двойной сингл Second Solution / Prisoner of Society. Он сразу же стал национальным хитом, обрел статус самого продаваемого сингла Австралии 90х годов, удержавшись рекордные 69 недель в ARIA Top 50 синглов, и, в итоге, в 1998 году получил премию ARIA Award в номинации "Самый продаваемый сингл". В том же году песня Save the Day заняла десятое место в национальном хит-параде Hottest 100 на радиостанции triple j.

### The Living End (Self-titled)
В 1998 году The Living End представляют на суд публики и критиков своё новое творение, полноценный альбом с одноимённым названием — The Living End, изданный на Modular Recordings. Альбом становится  настолько успешным, что получает статус самого продаваемого дебютного рок-альбома в музыкальной истории Австралии. В чартах он дебютировал под номером 1 и на данный момент является пять раз платиновым. В 1999 году The Living End получили две награды ARIA в номинациях "Лучшая группа" и "Прорыв года".
После такого ошеломляющего успеха группе ничего не оставалось, кроме как отправиться в международный тур. Начали они с родной Австралии, за этим последовал Warped Tour по просторам Америки, где группа приобрела немало фанатов. Они выступали на разогреве Die Toten Hosen в Германии, что способствовало росту их популярности в Европе. Спустя два года напряжённой жизни в дороге, The Living End вернулись на родину и начали работу над следующим альбомом.

### Roll On
В 2000 году вышел альбом Roll On. Пластинка отличалась от дебютного альбома жанровым разнообразием и профессионализмом, но успеха своего предшественника не повторила. Крис позже заявил, что Roll On был призван пресечь разговоры о том, что The Living End группа-однодневка с единственным хитом «Prisoner Of Society». Критики неоднократно сравнивали Roll On с альбомом панк-группы The Clash - London Calling. Ребята снова отправились в США с туром, удалось даже выступить на известных местных шоу Конана Обраена и Дэвида Лютермана. Песня «Carry Me Home» была включена в саундтрек к игре Guitar Hero II.
Но тем не менее, успех Roll On был ограничен из-за иронии судьбы. Крис Чини попал в тяжелейшую автокатастрофу. Он с женой Эммой ехал по Great Ocean Road (штат Виктория, Австралия), когда какой-то лихач не справился с управлением и выехал на встречную полосу, Крис пытался увернуться и развернул машину так, что удар пришёлся с его стороны. Пару доставили в больницу, где Крис провел много времени из-за многочисленных травм и крайне сложного перелома ноги, потребовавшего установки штифтов.
В течение следующего полугода Крис был не при делах, он даже не мог держать гитару на коленях. На почве вынужденной нетрудоспособности у Чини начался творческий кризис, и он даже на некоторое время впал в запой, из которого все же смог выйти, начав опять писать песни, когда его состояние улучшилось.

### The Longnecks
Пока фронтмен группы восстанавливался после аварии, группу покинул барабанщик Трэв Дэмси. Крис и Скотт приступили к поискам замены. К ним на кастинг заглянул Энди Стрэккен (Andy Stachan), о котором Скотт услышал от общего знакомого. Энди впечатлил участников The Living End настолько, что им пришлось сделать над собой усилие, чтобы дослушать остальных претендентов.
В тот же период зародилась уникальная идея о создании The Longnecks. Это альтернативное название группы для неофициальных концертов, на которых группа опробует новые песни на публике прежде, чем записать очередной альбом. Но, хотя имена участников The Longnecks никогда не разглашались, фанаты довольно скоро нашли в этих скромных концертах по мелким клубам приятную альтернативу стадионным выступлениям The Living End. Впервые псевдоним был использован как раз со вступлением Энди в коллектив, накануне записи альбома Modern ARTillery. Впоследствии подобные мини-туры по родному штату Виктория были проведены перед выходом State of Emergency и White Noise.

### Modern ARTillery
В конце 2002 года выходит новый сингл The Living End - One Said To The Other, а в начале 2003 - Who's Gonna Save Us. После их релиза группа активно даёт концерты и осенью представляют свой новый альбом Modern ARTillery. Несмотря на некоторое недовольство по поводу микширования альбома, Крис Чини остался горд своей первой работой в "новой жизни".
В альбоме можно услышать влияние разных стилей: кантри, музыки "модов". Звучание стало более мягким. Это заслуга продюсера Марко Тромбино, который, как отмечает Крис, не давал The Living End вмешиваться в процесс мастеринга. Хотя альбом и был более поп ориентированным, продажи не превысили продаж альбома Roll On.

### From Here On In
В 2004 The Living End выпускают сборник синглов From Here On In в форматах 2DVD и 2CD. Первый DVD включает в себя коллекцию видеоклипов группы и нарезку из самых популярных песен The Living End с концертов в Австралии (Splendour In The Grass и Big Day Out) и выступления в Японии на фестивале Summersonic. Второй DVD содержит документальный фильм о The Living End - In The End. Первый CD включает подборку всех синглов группы и две новые песни - "I Can't Give You What I Haven't Got" и "Bringing It All Back Home". Второй CD под названием "Under The Covers" содержит каверы группы, сделанные за разные периоды творчества.

### State Of Emergency
В начале 2006 года The Living End выпустили свой четвёртый студийный альбом, названный State Of Emergency. Он был записан на студии Byron Bay вместе с продюсером Ником Лони, который работал над альбомом Roll On. Альбом вышел 4 февраля 2006 года и сразу же попал на первое место в альбомном чарте ARIA Charts.
Песни на новом альбоме оказались проще, чем на Modern ARTillery, но с более сырым звучанием; это было сделано намеренно, потому что группа звучит лучше «в живую», на концертах.
Первый сингл "What's On Your Radio?" вышел 20 ноября 2005 года и достиг девятого места в ARIA Charts синглов. 19 февраля за ним последовал второй сингл - "Wake Up", добравшийся до пятого места в ARIA Charts синглов.
Успех альбома подтолкнул звукозаписывающий американский лейбл Adeline причислить The Living End к числу своих артистов. Переизданный альбом появился в США к середине июля, в момент максимальной активности группы в уже привычном Warped Tour.
К январю 2007 года The Living End временно прекратили выступления, углубившись в поиск идей для нового альбома. В феврале они записали песню рокабильной австралийской группы Cold Chisel, вошедшую в трибьют-альбом «Standing On The Outside — The Songs of Cold Chisel». Также был снят клип на этот кавер с забавными кадрами участников Living End, перевоплощённых в японских танцоров театра Кабуки.

### White Noise
Пятый альбом The Living End White Noise вышел 19 июля 2008. Песни к нему сочинялись почти полтора года. Запись альбома началась 31 марта 2008 в Хобокене, Нью-Джерси, где группа работала с продюсером Джоном Аньелло. Микшировал альбом Брендан О'Брайн. К альбому было выпущено три сингла: "White Noise", "Moment in the Sun" и "Raise the Alarm". Последний из них можно было приобрести только в электронном варианте в магазине iTunes. Это самый тяжелый альбом группы, некоторые песни с него по звучанию приближены к хард-року.
Одноименная композиция White Noise, заглавный сингл пластинки, принесла Крису Чини награду "Песня Года" на церемонии APRA Awards 2009. В поддержку альбома были устроены турне по Австралии, Японии, и целых 4 тура по Европе (куда The Living End вернулись впервые за 8 лет). White Noise был высоко оценен критиками, а также почти догнал дебютный альбом по коммерческим показателям, что является серьёзным достижением, так как за прошедшие 12 лет продажи дисков в мире заметно упали.
В 2008 The Living End были номинированы на четыре награды ARIA Awards. Выиграли одну: "Лучший рок альбом".
В феврале 2009 группа выступила на разогреве у своих кумиров Stray Cats, когда те приезжали в Австралию с прощальным туром.

### The Ending is Just the Beginning Repeating
В январе-феврале 2010 года группа начала подготовку материала для следующего альбома. К июлю 2010 было записано где-то 25 демо. К моменту началу записи в марте 2011 количество песен, из которых предстоит выбрать материал для альбома, увеличилось до 50. Крис описал новый материал такими словами: "Некоторые из них звучат как TLE, некоторые нет, но мы старались сделать песни сильными, эпичными и, прежде всего, крутыми! Есть явно выделяющиеся из общего числа, и они, возможно, самые простые из песен, когда-либо написанных нами, что дало нам почувствовать свободу".
Над пластинкой работали продюсер Ник Дайдиа и звукорежиссер Брендан О'Брайн. Одноименный сингл с нового альбома "The Ending is Just the Beginning Repeating" вышел в радиоэфир 3 июня 2011 года. Релиз альбома состоялся 22 июля 2011 года. При предзаказе альбома на iTunes был доступен также бонус-трек "Do You Remember". Второй сингл с альбома, Song For The Lonely, вышел на iTunes 29 июля 2011, и включал бисайд "Gasoline".

### Именная модель Gretsch
В мае 2008 года прошла презентация новой гитары марки Gretsch: Chris Cheney Signature Model — G6126TCC.
Именная гитара Криса была изготовлена полностью под его руководством. Создание инструмента шло два года, в течение которых было изготовлено целых три прототипа. Первые два имели свои недостатки по мнению гитариста, и окончательная версия была доставлена в Австралию с японской фабрики 28 марта 2008 года. Стоимость Gretsch G6126TCC составляет около 6800 AUD. На сегодняшний день модель пользуется даже большим спросом, чем ожидалось, хотя общее число изготовленных экземпляров не велико - Крис затрудняется сказать, сколько их, но значительно больше, чем первоначальная планируемая цифра 20.

## Дискография

### Студийные альбомы
- 1998: The Living End
- 2000: Roll On
- 2003: Modern Artillery
- 2006: State of Emergency
- 2008: White Noise
- 2011: The Ending Is Just the Beginning Repeating
- 2016: Shift
- 2018: Wunderbar

### EPs
- 1995 - Hellbound (Mushroom Records)
- 1996 - It's For Your Own Good (Rapido)
- 2004 - Four On the Floor